# Udala
Udala är en ort i Indien.   Den ligger i distriktet Mayūrbhanj och delstaten Odisha, i den östra delen av landet, 1 200 km sydost om huvudstaden New Delhi. Udala ligger 66 meter över havet och antalet invånare är 11 712.
Terrängen runt Udala är platt. Runt Udala är det tätbefolkat, med 286 invånare per kvadratkilometer. Det finns inga andra samhällen i närheten. Trakten runt Udala består till största delen av jordbruksmark.